# Nutrologia
Nutrologia é a especialidade médica clínica que se dedica ao diagnóstico, prevenção e tratamento de doenças do comportamento alimentar. Os médicos nutrólogos não devem ser confundidos com nutricionistas.
O Nutrólogo é formado em Medicina e com pós-graduação ou residência na área de nutrologia. Com especialização em doenças provocadas pela alimentação inadequada, o nutrólogo é capaz de avaliar carências de nutrientes no organismo, além de tratar obesidade e infecções gastrintestinais, como gastrite, refluxo e azia.
A abrangência de atuação dos nutrólogos envolve:
- diagnosticar e tratar as doenças nutricionais (que incluem as doenças nutroneurometabólicas de alta prevalência nos dias de hoje como a obesidade, a hipertensão arterial, gastrite e o diabetes mellitus), recorrendo à solicitação e avaliação de exames diagnósticos, quando necessário;
- identificar possíveis “erros” alimentares, hábitos de vida ou estados orgânicos que estejam contribuindo para o quadro nutricional do paciente, já que as inter-relações entre nutrientes-nutrientes, nutrientes-medicamentos e de mecanismos regulatórios orgânicos são complexas;
- esclarecer ao paciente:

- que doenças nutricionais envolvem desde condições mais simples, como anemia ferropriva e carência de vitamina A, até condições mais complexas, como: obesidade, hipertensão arterial, diabetes mellitus, vários tipos de câncer, anorexia nervosa, osteoporose, entre muitas outras;
- quais são as substâncias benéficas e maléficas presentes nos alimentos, de modo que ele mesmo saiba fazer as suas escolhas alimentares para viver mais e melhor;
- que a ingestão do nutriente não assegura o seu aproveitamento pelo organismo;
- que a informação nutricional se torna fundamental para a diminuição de riscos de doenças e promoção da saúde e bem-estar;
- que o seu comportamento alimentar - como a distribuição dos alimentos ao longo do dia e intervalos entre as refeições - assim como suas escolhas alimentares, influenciam os mecanismos regulatórios endógenos;
- propor ao paciente mudanças de hábitos de vida, em particular de hábitos dietéticos, que possam contribuir para a prevenção e tratamento de doenças, e, naturalmente, evitar a recorrência de quadros previamente tratados;
- enfatizar a necessidade de acompanhamento sistemático do estado nutricional através de uma avaliação periódica (check-up nutrológico) para permitir, inclusive, o diagnóstico precoce de possíveis desequilíbrios nutricionais;
- participar da composição da Equipe Multidisciplinar de Terapia Nutricional para atendimento aos pacientes que necessitam de Nutrição Enteral ou Parenteral:

Nutrólogos procuram dar orientações sobre a alimentação mais equilibrada para correção do peso e manutenção da saúde, recuperação de estados deficitários, acompanhamento de pessoas com necessidades especiais (atletas, idosos, crianças etc.) estudando a ação biológica dos nutrientes dos alimentos.
Nessa área é de grande importância uma abordagem multidisciplinar, fazendo com que a nutrologia sempre esteja associada a outras especialidades, a exemplo da endocrinologia, gastroenterologia, medicina esportiva, nutrição, psicoterapia, educação física, fisioterapia e terapia ocupacional.